# Tired of Sex
"Tired of Sex" (em português: Cansado de Sexo) é uma música da banda americana de rock alternativo Weezer, composta por Rivers Cuomo, e lançada em 24 de Setembro de 1996 no seu segundo álbum, Pinkerton. A música foi composta originalmente para Songs from the Black Hole, em conjunto com "Getchoo", "No Other One" e "Why Bother?".

## Visão Global
"Tired of Sex" é uma das músicas mais ousadas do catálogo dos Weezer. Lançada em 1996, a música é conhecida pelo seu som abrasivo. Na música, o vocalista dos Weezer Rivers Cuomo canta sobre os encontros de foro sexual insignificantes com as groupies, recitando a sua lista de conquistas e questionando a razão pela qual o amor o ilude. Juntamente com "My Name Is Jonas", a música tem sido uma constante nos espectáculos ao vivo dos Weezer, sendo tocada, em regra geral, no início dos mesmos.
A música inicia com um pouco de feedback, seguindo-se o tom pesado da bateria após uma contagem. O teclado e guitarra principal (em uníssono) juntam-se à linha de baixo, seguindo-se a voz. Os acordes da guitarra principal só surgem após o primeiro refrão. Apropriadamente, "Tired of Sex" apresenta um dos solos de guitarra mais incendiários de Cuomo. Mais tarde, este afirmou que se baseou numa amálgama de múltiplos solos do guitarrista principal dos Scorpions, Matthias Jabs. A música tem um final em falso, voltando após uma dupla tentativa de baixo pelo antigo baixista Matt Sharp, para mais algumas repetições dos acordes principais.

## Pessoal
- Rivers Cuomo — guitarra principal, vocalista
- Matt Sharp — baixo, sintetizador moog, vocais de apoio
- Brian Bell — guitarra rítmica, vocais de apoio
- Patrick Wilson — percussão